# Bibio siebkei
Bibio siebkei är en tvåvingeart som beskrevs av Josef Mik 1887. Bibio siebkei ingår i släktet Bibio och familjen hårmyggor. Enligt den svenska rödlistan är arten otillräckligt studerad i Sverige. Arten förekommer i Övre Norrland. Artens livsmiljö är fjäll. Inga underarter finns listade i Catalogue of Life.